# Campionati mondiali di sumo
I Campionati Mondiali di Sumo ‒ ufficialmente World Sumo Championships (WSC) in inglese e Sekai Sumō Senshuken Taikai (世界相撲選手権大会?) in giapponese ‒ sono la massima competizione internazionale di Sumō (相撲?) tra i paesi membri della International Sumo Federation (IFS); sono riservati ad atleti non professionisti.
I campionati si tengono generalmente ogni anno dal loro inizio nel 1992 (anno di fondazione della IFS stessa); non si sono svolti nel 2003 (epidemia di SARS), 2009 (pandemia influenzale), 2011 (instabilità politica nei paesi arabi), 2020-2021 (pandemia di COVID-19) e 2022 (invasione russa dell'Ucraina).

## Categorie
Le competizioni individuali sono inoltre divise a seconda del peso in cinque categorie. I limiti di peso differiscono a seconda di sesso ed età.

### 1992 – 2018
| Categoria    | Maschile          | Femminile         | Maschile juniores* | Femminile juniores* |
| ------------ | ----------------- | ----------------- | ------------------ | ------------------- |
| Open         | senza restrizioni | senza restrizioni | senza restrizioni  | senza restrizioni   |
| Heavyweight  | ≥115 kg           | ≥80 kg            | ≥100 kg            | ≥75 kg              |
| Middleweight | 85−115 kg         | 65–80 kg          | 80–100 kg          | 60–75 kg            |
| Lightweight  | <85 kg            | <65 kg            | <80 kg             | <60 kg              |

* = le competizioni juniores sono riservate ad atleti da 13 a 18 anni.

### 2019 – oggi
| Categoria         | Maschile          | Femminile         | Maschile juniores* | Femminile juniores* |
| ----------------- | ----------------- | ----------------- | ------------------ | ------------------- |
| Open              | senza restrizioni | senza restrizioni | senza restrizioni  | senza restrizioni   |
| Heavyweight       | ≥115 kg           | ≥80 kg            | ≥100 kg            | ≥75 kg              |
| Light Heavyweight | 100–115kg         | 73–80 kg          | (non utilizzato)   | (non utilizzato)    |
| Middleweight      | 85−100 kg         | 65–73 kg          | 80–100 kg          | 60–75 kg            |
| Lightweight       | <85 kg            | <65 kg            | <80 kg             | <60 kg              |

* = le competizioni juniores sono riservate ad atleti da 13 a 18 anni.

## Edizioni
| Ediz. | Ediz. | Anno | Località               | Note                                                |
| Masc. | Femm. | Anno | Località               | Note                                                |
| ----- | ----- | ---- | ---------------------- | --------------------------------------------------- |
| 1     | -     | 1992 | Giappone, Tokyo        | Prima edizione                                      |
| 2     | -     | 1993 | Giappone, Tokyo        |                                                     |
| 3     | -     | 1994 | Giappone, Tokyo        |                                                     |
| 4     | -     | 1995 | Giappone, Tokyo        |                                                     |
| 5     | -     | 1996 | Giappone, Tokyo        |                                                     |
| 6     | -     | 1997 | Giappone, Tokyo        |                                                     |
| 7     | -     | 1998 | Giappone, Tokyo        |                                                     |
| 8     | -     | 1999 | Germania, Riesa        |                                                     |
| 9     | -     | 2000 | Brasile, San Paolo     |                                                     |
| 10    | 1     | 2001 | Giappone, Aomori       | Prima edizione con competizione femminile           |
| 11    | 2     | 2002 | Polonia, Cracovia      |                                                     |
| -     | -     | 2003 | Hong Kong, Hong Kong   | Cancellato per la epidemia di SARS                  |
| 12    | 3     | 2004 | Germania, Riesa        |                                                     |
| 13    | 4     | 2005 | Giappone, Osaka        |                                                     |
| 14    | 5     | 2006 | Giappone, Sakai        |                                                     |
| 15    | 6     | 2007 | Thailandia, Chiang Mai |                                                     |
| 16    | 7     | 2008 | Estonia, Rakvere       |                                                     |
| -     | -     | 2009 | Egitto, Alessandria    | Annullato per la pandemia influenzale               |
| 17    | 8     | 2010 | Polonia, Varsavia      |                                                     |
| -     | -     | 2011 | Egitto, Alessandria    | Annullato per l'instabilità politica                |
| 18    | 9     | 2012 | Taiwan, Kaohsiung      |                                                     |
| 19    | 10    | 2014 | Hong Kong, Wan Chai    |                                                     |
| 20    | 11    | 2015 | Giappone, Osaka        |                                                     |
| 21    | 12    | 2016 | Mongolia, Ulan Bator   |                                                     |
| 22    | 13    | 2018 | Taiwan, Taoyuan        |                                                     |
| 23    | 14    | 2019 | Giappone, Osaka        |                                                     |
| -     | -     | 2020 | Polonia, Krotoszyn     | Annullato a causa della pandemia di Covid-19        |
| -     | -     | 2021 | Polonia, Krotoszyn     | Annullato a causa della pandemia di Covid-19        |
| -     | -     | 2022 | Russia                 | Annullato a causa dell'invasione russa dell'Ucraina |
| 24    | 15    | 2023 | Giappone, Tokyo        |                                                     |
| 25    | 16    | 2024 | Polonia, Krotoszyn     |                                                     |
| 26    | 17    | 2025 | Thailandia, Lak Hok    | in programma                                        |

### Edizioni per Nazione
La tabella seguente tiene conto di tutte le edizioni, incluse quelle assegnate e successivamente annullate.
| #  | Nazione    |
| -- | ---------- |
| 13 | Giappone   |
| 5  | Polonia    |
| 2  | Egitto     |
| 2  | Germania   |
| 2  | Hong Kong  |
| 2  | Taiwan     |
| 2  | Thailandia |
| 1  | Brasile    |
| 1  | Estonia    |
| 1  | Mongolia   |
| 1  | Russia     |

## Albo d'oro

### Maschile

#### Individuale
Per i lottatori che successivamente sono entrati nel sumo professionistico (o erano ex professionisti) viene elencato anche il nome da combattente (shikona).
| Ediz. | Categoria         | Vincitore               | Nome da combattente (shikona)       |
| ----- | ----------------- | ----------------------- | ----------------------------------- |
| 1     | Heavyweight       | Takeharu Dejima         | Dejima Takeharu                     |
| 1     | Openweight        | Kazuo Saitō             |                                     |
| 1     | Lightweight       | Akihiro Kiku            |                                     |
| 2     | Heavyweight       | Fumihito Tsuruga        | Hokutomori Fumihito                 |
| 2     | Openweight        | Sunao Yasu              |                                     |
| 2     | Middleweight      | Akihiro Kiku            |                                     |
| 2     | Lightweight       | Hitoshi Omura           |                                     |
| 3     | Heavyweight       | Keiji Tamiya            | Kotomitsuki Keiji                   |
| 3     | Middleweight      | Ryōji Kumagai           | Kaihō Ryōji                         |
| 3     | Openweight        | Badmanyambuu Bat-Erdene |                                     |
| 3     | Lightweight       | Bayanmnh Gantogtoh      |                                     |
| 4     | Middleweight      | Ryōji Kumagai           | Kaihō Ryōji                         |
| 4     | Heavyweight       | Naohito Saitō           | Hayateumi Hidehito                  |
| 4     | Openweight        | Emmanuel Yarborough     |                                     |
| 4     | Lightweight       | Agvaansamdan Suhbat     |                                     |
| 5     | Middleweight      | Tatsurō Takahama        | Hamanishiki Tatsurō                 |
| 5     | Openweight        | Mark Robinson           |                                     |
| 5     | Heavyweight       | Koichi Katō             |                                     |
| 5     | Lightweight       | Hitoshi Omura           |                                     |
| 6     | Heavyweight       | Keiji Tamiya            | Kotomitsuki Keiji                   |
| 6     | Openweight        | Naohito Saitō           | Hayateumi Hidehito                  |
| 6     | Middleweight      | Tatsurō Takahama        | Hamanishiki Tatsurō                 |
| 6     | Lightweight       | Agvaansamdan Suhbat     |                                     |
| 7     | Openweight        | Keiji Tamiya            | Kotomitsuki Keiji                   |
| 7     | Middleweight      | Tatsurō Takahama        | Hamanishiki Tatsurō                 |
| 7     | Heavyweight       | Jörg Brümmer            |                                     |
| 7     | Lightweight       | Svetoslav Binev         |                                     |
| 8     | Openweight        | Levan Ebanoidze         |                                     |
| 8     | Heavyweight       | Takahisa Osanai         |                                     |
| 8     | Middleweight      | Hideto Tsushima         |                                     |
| 8     | Lightweight       | Svetoslav Binev         |                                     |
| 9     | Openweight        | Tōru Kakizoe            | Kakizoe Tōru                        |
| 9     | Heavyweight       | Takahisa Osanai         |                                     |
| 9     | Middleweight      | Aias Mongouch           |                                     |
| 9     | Lightweight       | Peer Schmidt-Düwiger    |                                     |
| 10    | Openweight        | Torsten Scheibler       |                                     |
| 10    | Heavyweight       | Robert Paczków          |                                     |
| 10    | Middleweight      | Aias Mongouch           |                                     |
| 10    | Lightweight       | Chōhei Kimura           |                                     |
| 11    | Openweight        | Alan Karaev             |                                     |
| 11    | Heavyweight       | Robert Paczków          |                                     |
| 11    | Middleweight      | David Tsallagov         |                                     |
| 11    | Lightweight       | Claudio Ikemori         |                                     |
| 12    | Openweight        | Keishō Shimoda          | Wakakeishō Hiroki                   |
| 12    | Heavyweight       | Takayuki Ichihara       | Kiyoseumi Takayuki                  |
| 12    | Middleweight      | Katsuo Yoshida          |                                     |
| 12    | Lightweight       | Vitaliy Tikhenko        |                                     |
| 13    | Heavyweight       | Takayuki Ichihara       | Kiyoseumi Takayuki                  |
| 13    | Openweight        | Torsten Scheibler       |                                     |
| 13    | Middleweight      | Katsuo Yoshida          |                                     |
| 13    | Lightweight       | Vitaliy Tikhenko        |                                     |
| 14    | Heavyweight       | Byambajav Ulambayar     | Daishōchi Kenta (ex-professionista) |
| 14    | Openweight        | Alan Gabaraev           | Aran Hakutora                       |
| 14    | Middleweight      | Katsuo Yoshida          |                                     |
| 14    | Lightweight       | Takaharu Nagasawa       |                                     |
| 15    | Heavyweight       | Byambajav Ulambayar     | Daishōchi Kenta                     |
| 15    | Openweight        | Alan Karaev             |                                     |
| 15    | Middleweight      | Katsuo Yoshida          |                                     |
| 15    | Lightweight       | Sándor Bárdosi          |                                     |
| 16    | Openweight        | Naranbat Gankhuyag      | Maenoyū Tarō (ex-professionista)    |
| 16    | Heavyweight       | Takashi Himeno          |                                     |
| 16    | Middleweight      | Katsuo Yoshida          |                                     |
| 16    | Lightweight       | Takashi Shimako         |                                     |
| 17    | Openweight        | Vasily Margiev          |                                     |
| 17    | Heavyweight       | Dezso Libor             |                                     |
| 17    | Middleweight      | Ryō Itō                 |                                     |
| 17    | Lightweight       | Stiliyan Georgiev       |                                     |
| 18    | Openweight        | Naranbat Gankhuyag      | Maenoyū Tarō                        |
| 18    | Heavyweight       | Alan Karaev             |                                     |
| 18    | Middleweight      | Kostiantyn Iermakov     |                                     |
| 18    | Lightweight       | Gantugs Rentsendorj     |                                     |
| 19    | Openweight        | Turbold Baasansuren     | Mitoryū Takayuki                    |
| 19    | Lightweight       | Yūya Nakamura           | Enhō Akira                          |
| 19    | Heavyweight       | Alan Karaev             |                                     |
| 19    | Middleweight      | Kiyoyuki Noguchi        |                                     |
| 20    | Heavyweight       | Ryōta Oyanagi           | Yutakayama Ryōta                    |
| 20    | Lightweight       | Yūya Nakamura           | Enhō Akira                          |
| 20    | Openweight        | Sōichirō Kurokawa       |                                     |
| 20    | Middleweight      | Atsamaz Kaziev          |                                     |
| 21    | Openweight        | Turbold Baasansuren     | Mitoryū Takayuki                    |
| 21    | Heavyweight       | Vasilii Margiev         |                                     |
| 21    | Middleweight      | Hayato Miwa             |                                     |
| 21    | Lightweight       | Batyr Altyev            |                                     |
| 22    | Openweight        | Vasilii Margiev         |                                     |
| 22    | Heavyweight       | Vasilii Margiev         |                                     |
| 22    | Middleweight      | Badral Baasandorj       |                                     |
| 22    | Lightweight       | Sviatoslav Semykras     |                                     |
| 23    | Openweight        | Batsuuri Namsraijav     |                                     |
| 23    | Heavyweight       | Atsushi Igarashi        |                                     |
| 23    | Light Heavyweight | Konstantin Abdula-Zade  |                                     |
| 23    | Middleweight      | Badral Baasandorj       |                                     |
| 23    | Lightweight       | Sviatoslav Semykras     |                                     |
| 24    | Openweight        | Oleksandr Veresiuk      |                                     |
| 24    | Heavyweight       | Naoya Kusano            |                                     |
| 24    | Light Heavyweight | Vazha Daiauri           |                                     |
| 24    | Middleweight      | Yehor Krupskyi          |                                     |
| 24    | Lightweight       | Sviatoslav Semykras     |                                     |

#### A squadre
| Ediz. | Oro      | Argento     | Bronzo      | Bronzo      |
| ----- | -------- | ----------- | ----------- | ----------- |
| 1     | Giappone | Stati Uniti | Mongolia    | Francia     |
| 2     | Giappone | Stati Uniti | Mongolia    | Russia      |
| 3     | Giappone | Stati Uniti | Brasile     | Mongolia    |
| 4     | Giappone | Mongolia    | Brasile     | Stati Uniti |
| 5     | Giappone | Mongolia    | Finlandia   | Germania    |
| 6     | Giappone | Finlandia   | Stati Uniti | Estonia     |
| 7     | Giappone | Stati Uniti | Germania    | Polonia     |
| 8     | Mongolia | Mongolia    | Mongolia    | Mongolia    |
| 9     | Mongolia | Mongolia    | Mongolia    | Mongolia    |
| 10    | Mongolia | Mongolia    | Mongolia    | Mongolia    |
| 11    | Mongolia | Mongolia    | Mongolia    | Mongolia    |
| 12    | Mongolia | Bulgaria    | Germania    | Ungheria    |
| 13    | Mongolia | Bulgaria    | Russia      | Norvegia    |
| 14    | Mongolia | Giappone    | Mongolia    | Polonia     |
| 15    | Mongolia | Giappone    | Ucraina     | Mongolia    |
| 16    | Russia   | Giappone    | Polonia     | Mongolia    |
| 17    | Giappone | Russia      | Ucraina     | Mongolia    |
| 18    | Mongolia | Russia      | Ucraina     | Mongolia    |
| 19    | Mongolia | Russia      | Ucraina     | Mongolia    |
| 20    | Russia   | Mongolia    | Georgia     | Giappone    |
| 21    | Russia   | Mongolia    | Ucraina     | Giappone    |
| 22    | Giappone | Russia      | Polonia     | Ucraina     |
| 23    | Russia   | Giappone    | Egitto      | Ucraina     |
| 24    | Giappone | Ucraina     | Mongolia    | Georgia     |

### Femminile

#### Individuale
| Ediz. | Categoria         | Vincitrice                     |
| ----- | ----------------- | ------------------------------ |
| 1     | Openweight        | Sandra Köppen                  |
| 1     | Heavyweight       | Veronika Kozlovskaya           |
| 1     | Middleweight      | Satomi Ishigaya                |
| 1     | Lightweight       | Lene Aanes                     |
| 2     | Openweight        | Rie Tsuihiji                   |
| 2     | Heavyweight       | Olesya Kovalenko               |
| 2     | Middleweight      | Edyta Witkowska                |
| 2     | Lightweight       | Satomi Ishigaya                |
| 3     | Openweight        | Sandra Köppen                  |
| 3     | Heavyweight       | Fernanda Pereira da Costa      |
| 3     | Middleweight      | Svetlana Panteleeva            |
| 3     | Lightweight       | Alina Boykova                  |
| 4     | Openweight        | Ekaterina Keyb                 |
| 4     | Heavyweight       | Sandra Köppen                  |
| 4     | Middleweight      | Svetlana Panteleeva            |
| 4     | Lightweight       | Satomi Ishigaya                |
| 5     | Openweight        | Anna Zhigalova                 |
| 5     | Heavyweight       | Olesya Kovalenko               |
| 5     | Middleweight      | Svetlana Panteleeva            |
| 5     | Lightweight       | Alina Boykova                  |
| 6     | Openweight        | Ekaterina Keyb                 |
| 6     | Heavyweight       | Olesya Kovalenko               |
| 6     | Middleweight      | Asano Matsuura                 |
| 6     | Lightweight       | Nelli Vorobyeva                |
| 7     | Openweight        | Anna Zhigalova                 |
| 7     | Heavyweight       | Olga Davydko                   |
| 7     | Middleweight      | Maryna Pryshchepa              |
| 7     | Lightweight       | Nelli Vorobyeva                |
| 8     | Openweight        | Sylwia Krzemien                |
| 8     | Heavyweight       | Anna Zhigalova                 |
| 8     | Middleweight      | Dulmaa Yadmaa                  |
| 8     | Lightweight       | Alina Boykova                  |
| 9     | Openweight        | Yuka Ueta                      |
| 9     | Heavyweight       | Anna Zhigalova                 |
| 9     | Middleweight      | Svetlana Panteleeva            |
| 9     | Lightweight       | Alina Boykova                  |
| 10    | Openweight        | Anna Zhigalova                 |
| 10    | Heavyweight       | Mariia Drboian                 |
| 10    | Middleweight      | Anna Aleksandrova              |
| 10    | Lightweight       | Vera Koval                     |
| 11    | Openweight        | Anna Zhigalova                 |
| 11    | Heavyweight       | Sunjidmaa Khishigdorj          |
| 11    | Middleweight      | Maryna Maksymenko              |
| 11    | Lightweight       | Daria Ibragimova               |
| 12    | Openweight        | Anna Poliakova (nee Zhigalova) |
| 12    | Heavyweight       | Sunjidmaa Khishigdorj          |
| 12    | Middleweight      | Maryna Maksymenko              |
| 12    | Lightweight       | Alina Boykova                  |
| 13    | Openweight        | Anna Poliakova                 |
| 13    | Heavyweight       | Olga Davydko                   |
| 13    | Middleweight      | Anna Aleksandrova              |
| 13    | Lightweight       | Vera Koval                     |
| 14    | Openweight        | Svitlana Yaromka               |
| 14    | Heavyweight       | Anna Poliakova                 |
| 14    | Light Heavyweight | Maryna Maksymenko              |
| 14    | Middleweight      | Magda Katarzyna Skrajnowska    |
| 14    | Lightweight       | Alina Duzhenko                 |
| 13    | Openweight        | Airi Hisano                    |
| 13    | Heavyweight       | Ivanna Berezovska              |
| 13    | Light Heavyweight | Maryna Maksymenko              |
| 13    | Middleweight      | Karyna Kolesnik                |
| 13    | Lightweight       | Eniko Elekes                   |

#### A squadre
| Ediz. | Oro      | Argento  | Bronzo        | Bronzo      |
| ----- | -------- | -------- | ------------- | ----------- |
| 1     | Mongolia | Mongolia | Giappone      | Russia      |
| 2     | Mongolia | Germania | Mongolia      | Brasile     |
| 3     | Germania | Russia   | Giappone      | Brasile     |
| 4     | Mongolia | Mongolia | Ungheria      | Ucraina     |
| 5     | Mongolia | Ucraina  | Mongolia      | Giappone    |
| 6     | Russia   | Ucraina  | Giappone      | Paesi Bassi |
| 7     | Russia   | Ucraina  | Polonia       | Giappone    |
| 8     | Giappone | Mongolia | Brasile       | Russia      |
| 9     | Russia   | Ucraina  | Polonia       | Giappone    |
| 10    | Mongolia | Ucraina  | Taipei cinese | Giappone    |
| 11    | Ucraina  | Giappone | Russia        | Mongolia    |
| 12    | Russia   | Mongolia | Giappone      | Ucraina     |
| 13    | Russia   | Giappone | Thailandia    | Ucraina     |
| 14    | Russia   | Giappone | Thailandia    | Ucraina     |
| 15    | Ucraina  | Giappone | Stati Uniti   | Polonia     |